# Inquartato in squadra
Inquartato in squadra è un termine utilizzato in araldica per indicare lo scudo o la pezza divisi in quattro da linee spezzate, ognuna costituita da due segmenti perpendicolari, tali da costituire una figura simile ad una svastica. 
Si possono distinguere due figure diverse: in una le squadre sembrano ruotare in senso orario, e lo potremo definire inquartato in squadra a sinistra; nell'altra le squadre sembrano ruotare in senso antiorario, e lo potremo definire inquartato in squadra a destra.

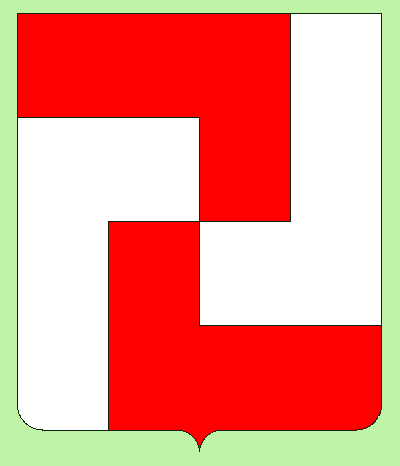
Inquartato in squadra a destra di rosso e d'argento
Inquartato in squadra a destra d'oro e di rosso
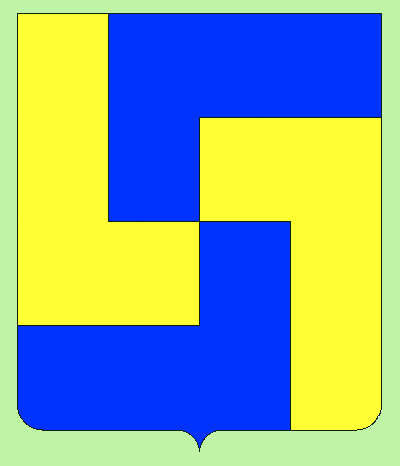
Inquartato in squadra a sinistra d'oro e d'azzurro